# Sulawesimajna
Sulawesimajna (Acridotheres cinereus) är en fågel i familjen starar inom ordningen tättingar.

## Utseende och läte
Sulawesimajnan är en gråfärgad stare med kontrasterande svart huvud, en liten tofs ovan näbben, vit vingfläck och ljust öga samt gula ben och gul näbb. Ungfågeln är brunare än den adulta, med ljusbrunt huvud. 

## Utbredning och systematik
Fågeln förekommer på Sydsulawesiska halvön, så långt norr som till Rantepao. Den behandlas som monotypisk, det vill säga att den inte delas in i några underarter.

## Levnadssätt
Sulawesimajnan hittas i öppet landskap i låglänta områden och lägre bergstrakter, som jordbruksmark och gräsmarker. Den ses ofta födosöka på marken, ibland kring boskap.

## Status
IUCN kategoriserar arten som sårbar.